# Davide Bianchi
Davide Bianchi, detto Dacio (Varese, 19 maggio 1969), è un ex cestista e allenatore di pallacanestro italiano.
Ex giocatore di serie A, come allenatore ha allenato dalle categorie giovanili alla serie B Nazionale.